# Euclystis maxima
Euclystis maxima är en fjärilsart som beskrevs av Druce 1890. Euclystis maxima ingår i släktet Euclystis och familjen nattflyn. Inga underarter finns listade i Catalogue of Life.